# Ipotesi alternative sull'AIDS

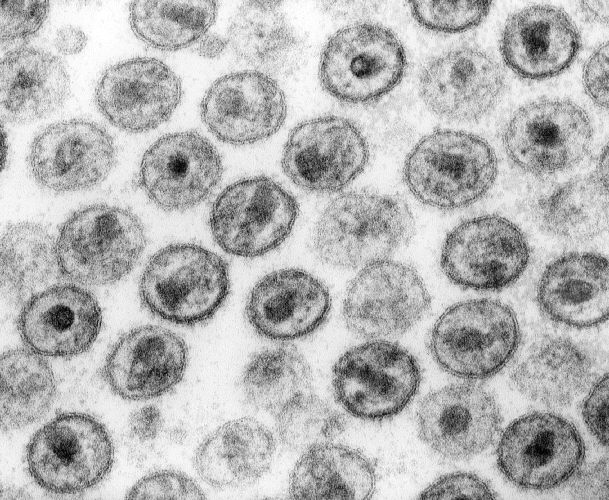
Visione al microscopio elettronico del virus dell'immunodeficienza umana. I negazionisti dell'HIV/AIDS contestano l'esistenza dell'HIV e/o il suo ruolo nel causare l'AIDS.

Le ipotesi alternative sull'AIDS identificano alcune congetture, in buona parte collegate a varie teorie del complotto, secondo le quali l'AIDS non sarebbe causato dal retrovirus HIV, o addirittura il virus stesso non esisterebbe.
Tali ipotesi sono comunemente catalogate come pseudoscientifiche in quanto infondate, essendo il nesso causale tra HIV e AIDS ampiamente dimostrato dalla letteratura scientifica.

## Sinossi
Da parte dei movimenti negazionisti sono state formulate varie ipotesi riguardo alla natura dell'HIV e dell'AIDS, come ad esempio:
- l'HIV non esiste
- l'HIV è innocuo, e la vera causa dell'AIDS sarebbe una combinazione di altri fattori
- l'HIV esiste e potrebbe causare l'AIDS, ma non è stato mai provato scientificamente
- il termine AIDS è improprio, in quanto rappresenterebbe un insieme di malattie già note
- l'AIDS non si comporta come una malattia infettiva
- l'AIDS non soddisfa i postulati di Koch sulle malattie infettive
- il test HIV è inaffidabile

I fautori delle teorie alternative attribuiscono l'origine dell'AIDS primariamente all'abbassamento delle difese del sistema immunitario, rigettando tutte le ricerche e dimostrazioni effettuate nel corso dei decenni che fanno risalire al virus la causa della sindrome. Buona parte delle tesi alternative attribuiscono l'indebolimento talora irreversibile del sistema immunitario a una presunta interazione di una serie di concause: una delle motivazioni addotte è per esempio l'uso o l'abuso di farmaci, in primis gli antibiotici, di cui viene sostenuto l'utilizzo spropositato anche quando non realmente necessari, e le capacità di debilitare il sistema immunitario dei soggetti affetti da AIDS. Simili accuse vengono avanzate contro i cortisonici (uno dei cui effetti collaterali, talora sfruttato a scopi terapeutici, è quello di deprimere il sistema immunitario), gli psicofarmaci e varie altre categorie di medicinali.

## Storia
Prima del 1984, anno della definizione ufficiale del virus HIV come causa dell'AIDS, molte furono le ipotesi avanzate per spiegare questa nuova malattia. Fattori come l'abuso occasionale di droga e di farmaci, determinati ambienti sociali, infezioni da malattie veneree, modelli comportamentali e altro furono presi in esame dai ricercatori. A seguito dell'aumento a livello mondiale dei casi di AIDS tra i soggetti sottoposti a trasfusioni di sangue, emofiliaci, partner sessuali infetti, e altri gruppi di individui, si appurò che la malattia si trasmetteva attraverso il contatto con il sangue e i rapporti sessuali, e si affermò quindi l'ipotesi dell'HIV come causa predominante (Cohen, 1994a; Horton, 1995).

Uno dei primi a mettere in dubbio la correlazione tra HIV e AIDS fu nel 1984 Casper Schmidt (morto 10 anni più tardi per patologie AIDS-correlate), il quale scrisse un articolo sul Journal of Psychohistory intitolato "The Group-Fantasy Origins of AIDS" (Schmidt 1984, pp. 37–78) in cui sosteneva che l'AIDS sarebbe un esempio di "isteria epidemica", in cui gruppi di persone inconsciamente darebbero forma concreta ai conflitti sociali, e paragonò la malattia a casi documentati di isteria epidemica del passato, che furono ritenuti erroneamente di origine infettiva. Tale articolo presentava tuttavia un elevato livello di speculazione teorica, dovuto anche alle scarsissime conoscenze allora disponibili sulla biologia dell'HIV. Dubbi sull'associazione HIV-AIDS vennero avanzati anche da ricercatori appartenenti al National Institutes of Health. 

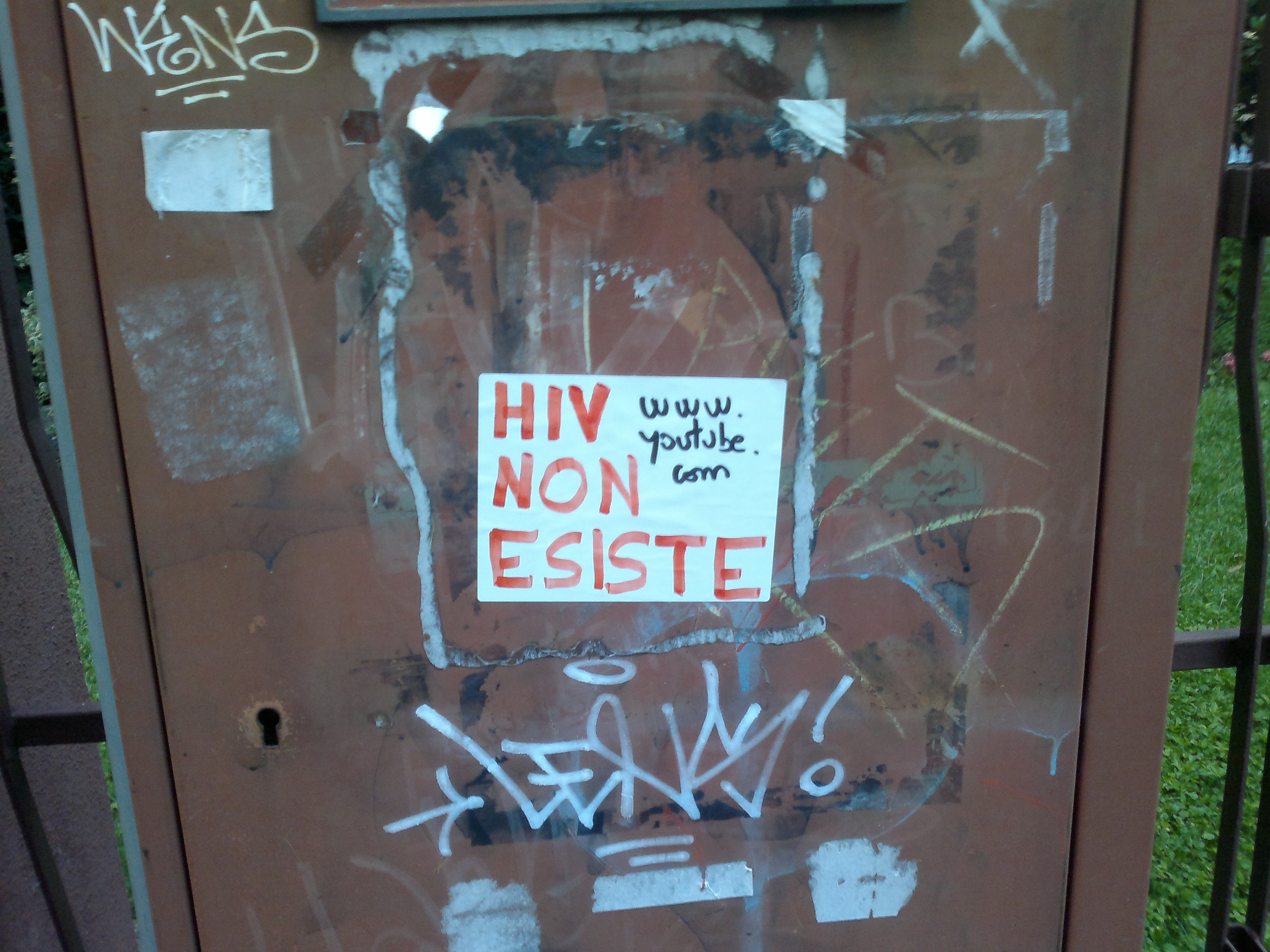
Fotografia del Giugno 2013

Diverse associazioni di fautori delle ipotesi alternative, spesso caratterizzate dal rifiuto di qualunque dibattito scientifico razionale, fanno spesso riferimento alla figura di Peter Duesberg, professore di Biologia Cellulare e Molecolare presso l'University of California, Berkeley, il quale è divenuto nel tempo una delle figure di spicco del movimento negazionista sulla correlazione HIV-AIDS.
Tra i più famosi attivisti del movimento dissidente, limitandosi ai deceduti dopo l'anno 2000, figurano: Karri Stokely, Christine Maggiore, Ken Anderlini, Michael Bellefountaine, Kim Bannon, Sophie Brassard, Ronnie Burk, Jerry Colinard, Sylvie Cousseau Gos Blank, Boyd Ed Graves, Mark Griffiths, Robert Johnston, John Kirkham, Kelly Jon Landis, Sandi Lenfestey, Jack Levine, Peter Mokaba, Marietta Ndziba, Isabel Otaduy Sömme, Maria Papagiannidou, David Pasquarelli, Emery Taylor, Huw Christie Williams Scott Zanetti.
Tutti gli attivisti citati sono deceduti a causa di patologie AIDS-correlate.
Tra il 1992 e il 2001, a dare voce al movimento negazionista, vi fu anche una rivista, Continuum. Le sue pubblicazioni cessarono in quanto nel corso degli anni erano morti di patologie AIDS-correlate tutti i suoi editori.
Alcuni vincitori del premio Nobel, tra cui il chimico e ufologo contattista Kary Mullis, hanno espresso in varie situazioni il loro supporto alle teorie alternative sull'HIV.

## Teorie riguardo all'HIV

### L'HIV non esiste
Una delle più diffuse affermazioni dell'ambiente negazionista è che non esistano prove certe dell'esistenza del virus HIV. La mancata dimostrazione della sua esistenza avrebbe varie motivazioni, tra cui il fatto che il virus sarebbe isolabile solo tramite la centrifugazione a gradiente di densità (che permette la separazione delle particelle in base alla densità per mezzo di un gradiente di densità variabile).
Sebbene questa tecnica spesso sia ancora utilizzata per isolare l'HIV-1 e altri Lentivirus, a partire dai primi anni settanta sono stati ideati sistemi più elaborati, compresa la riproduzione di cellule infette clonate.
Ciò ha portato la comunità scientifica internazionale a stabilire al di là di ogni ragionevole dubbio che HIV-1 e HIV-2 esistano e siano responsabili dell'AIDS nell'uomo: entrambi i virus peraltro sono stati isolati, fotografati e i loro genotipi individuati. L'HIV-1 è stato isolato anche a differenti stadi dell'infezione.

### L'HIV è innocuo
(Elena Cattaneo)
Opinione diffusa nell'ambito delle teorie alternative è che l'HIV sarebbe inoffensivo: a riprova di ciò viene sostenuto che un esiguo numero di individui positivi all'HIV non contrae alcuna malattia neppure 15 o 20 anni dopo essere risultato positivo al retrovirus, mentre in alcuni soggetti sieronegativi insorgono varie patologie correlate all'AIDS tipiche dei soggetti sieropositivi.
Va tuttavia ricordato che in diverse malattie infettive vi è un numero minoritario di individui che non manifesta alcun sintomo anche a distanza di molti anni, a causa delle differenze che caratterizzano gli individui stessi. Nel caso dell'HIV vi sono diverse condizioni genetiche che interferiscono sulla progressione della immunodepressione, la più nota dei quali è una mutazione CCR5-Δ32.
Vi sono diverse altre condizioni genetiche che svolgono un ruolo protettivo più o meno marcato, alcune note da tempo, altre ancora dibattute.
Anche negli individui senza condizioni genetiche particolari, secondo il punto di vista corrente, è prevedibile un lungo periodo di latenza prima che l'AIDS si manifesti, poiché il virus impiega anni per dare origine all'immunodepressione, condizione indispensabile per permettere l'insorgere di varie malattie opportunistiche. Si ritiene infatti che tra l'infezione da HIV e l'insorgere dell'AIDS trascorrano da otto a dieci anni.
L'HIV utilizza un sistema di trascrizione del suo materiale genetico diverso dagli organismi a DNA (essendo infatti un retrovirus a doppia catena di RNA+); questo sistema di trascrizione è molto "infedele" e provoca molti errori, inoltre nelle varie popolazioni virali risulta presente in moltissime varianti. Anche nello stesso paziente si possono trovare due cloni diversi dello stesso virus e ciò spiega anche la comparsa della resistenza ai farmaci antiretrovirali oggi in commercio. Infatti il virus, nei primi anni dell'infezione, si trova in un equilibrio dinamico con il sistema immunitario. Il virus è comunque in attiva replicazione all'interno dei linfociti CD4+, ma il numero di cellule infettate e che muoiono viene rimpiazzato da nuove cellule, che vengono a loro volta infettate. A ciò va aggiunto che condizioni di stress o infezioni virali promuovono la replicazione del virus e l'infezione di nuove cellule CD4+. Si arriva così a uno squilibrio, con la progressiva riduzione dei linfociti e l'insorgere della malattia conclamata in un arco di tempo che può variare da 8 a 12 anni.
Vari negazionisti sostengono che più in generale tutti i retrovirus siano innocui: ma essendo ampiamente dimostrato il legame tra alcuni tipi di leucemia da linfocita T e di linfomi con il retrovirus RNA, chiamato virus linfotropo T umano di tipo I (HTLV-1), causa di una grave forma di leucemia diffusa ai Caraibi, in Africa e Giappone, tale ipotesi risulta confutata. In effetti l'HIV stesso in origine venne ritenuto una variante di HTLV, ovvero HTLV-3.

### L'HIV esiste, ma non è stato mai provato che possa causare l'AIDS
Simile alla precedente è la teoria secondo cui non vi sono ancora prove sufficienti che l'HIV causi l'AIDS, e che servono ulteriori studi per raccogliere dati al riguardo.
Tale tesi è stata ampiamente smentita confrontando sottopopolazioni omogenee di pazienti: all'interno di quelle in cui si riscontra la presenza dell'HIV si osserva invariabilmente anche un notevole numero di diagnosi di AIDS. Ciò avviene anche nel caso degli emofiliaci, popolazione di pazienti che secondo il famoso ricercatore negazionista Peter Duesberg verrebbe colpita da AIDS non a causa dell'HIV ma di proteine contaminanti presenti nelle sacche di fattore VIII che in conseguenza della loro malattia sono obbligati a trasfondersi regolarmente.
I primi studi su ampie popolazioni furono pubblicati fin dalla metà degli anni '90. Ad esempio, il Multicenter Hemophilia Cohort Study, pubblicato nel 1995, osservava che in una popolazione di 1028 emofiliaci seguiti mediamente per 10,3 anni, gli individui HIV-sieropositivi (321) avevano una probabilità di morte 11 volte superiore rispetto a quelli HIV-sieronegativi (707).
I dati epidemiologici raccolti in vari paesi mostrano come, col diffondersi dell'HIV, vi sia stato un drammatico aumento delle immunodepressioni e delle malattie AIDS-correlate. Particolarmente significativi sono i dati raccolti in Thailandia dal Center of Disease Control and Prevention successivamente alla rapida diffusione dell'HIV in tale paese, quando i test di controllo erano già di routine.
| Epidemiologia dell'HIV e diagnosi di AIDS in Thailandia |                                   |                              |                                   |
| Anno                                                    | Casi stimati di HIV-sieropositivi | Nuovi casi riportati di AIDS | Casi cumulativi riportati di AIDS |
| 1988                                                    | 12850                             | 18                           | 18                                |
| 1989                                                    | 86000                             | 34                           | 52                                |
| 1990                                                    | 297000                            | 91                           | 143                               |
| 1991                                                    | 499000                            | 460                          | 603                               |
| 1992                                                    | 634000                            | 1485                         | 2088                              |
| 1993                                                    | 708000                            | 6026                         | 8114                              |
| Fonte: Science, vol.266, 9 dicembre 1994, pag.1647      |                                   |                              |                                   |

In Thailandia il primo test anticorpale per l'HIV ebbe una ampia diffusione fin dalla fine del 1985, a tal punto che nel 1987 era stato effettuato in 200.000 campioni di sangue su ogni possibile gruppo a rischio, individuando poco meno di 100 casi positivi al contagio. Dal 1987 in poi si osservò un repentino aumento. Alla fine del 1993 si stima che gli HIV-sieropositivi fossero saliti a 700.000 individui. All'aumento delle diagnosi di HIV seguì, in un paio di anni, un proporzionale aumento dei casi di AIDS. Tra il 1988 e il giugno 1991 vi furono solo 603 casi di AIDS ma entro la fine del 1993 i casi totali salirono a più di 8000.
A questi si aggiungono ulteriori studi, come quelli effettuati nello Zaire (ora Repubblica Democratica del Congo), dove a inizio anni novanta la probabilità di morte per diarrea i neonati HIV-sieropositivi era 11 volte superiore rispetto ai neonati HIV-sieronegativi.
Nello stesso periodo, in Ruanda, la mortalità entro i 5 anni di vita era 21 volte superiore tra i bambini HIV-sieropositivi rispetto ai bambini HIV-sieronegativi. Tra le madri di questi bambini, la mortalità era 9 volte superiore nei 4 anni di follow-up nelle madri sieropositive rispetto a quelle sieronegative.
Uno studio di tre anni in Malawi, alla fine degli anni novanta, ha osservato che la mortalità entro il primo anno di vita tra neonati HIV-sieropositivi era 9,5 superiore a rispetto a neonati HIV-sieronegativi..

## Teorie riguardo all'AIDS

### Il termine AIDS è improprio, è un altro nome per un insieme di malattie già note

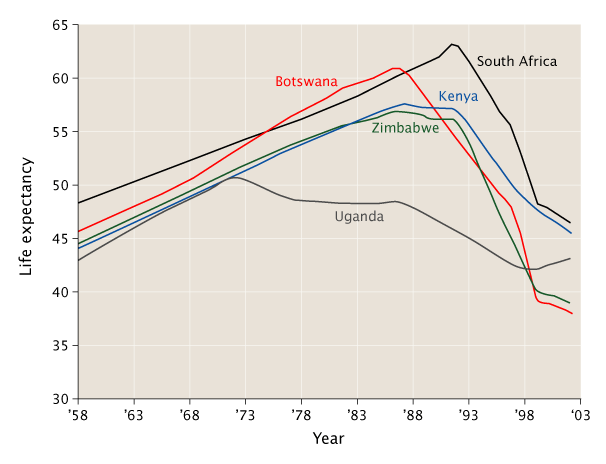
Diminuzione dell'aspettativa di vita in alcuni dei paesi africani più colpiti dall'epidemia di AIDS

Un'altra affermazione avanzata dai movimenti negazionisti sostiene che l'HIV non sia responsabile dell'AIDS, la cui causa verrebbe ricondotta a una combinazione di altri fattori, sia infettivi che non infettivi. In base a queste teorie, sotto il termine "AIDS" si tenderebbe a classificare una ampia serie di patologie già note, e non esisterebbe quindi una definizione omogenea di AIDS dal punto di vista territoriale. In particolare, nelle nazioni svantaggiate dal punto di vista economico, come diverse nazioni in Africa, non è richiesto un esame di laboratorio per diagnosticare la sindrome a causa dei costi inaccessibili. Questo farebbe sì che l'epidemiologia dell'AIDS non avrebbe, secondo questa teoria, modelli o regolamentazioni uniforme.
Gli assertori dell'inesistenza dell'AIDS sono del parere che, per accertare la malattia, risulta di fondamentale interesse il test per la ricerca degli anticorpi HIV. Una trentina di patologie riconducibili all'AIDS, tra cui il sarcoma di Kaposi e la polmonite interstiziale plasmacellulare, possono essere diagnosticate come AIDS solo se è indubbia la prova sierologica del virus HIV, senza il quale queste malattie hanno origine da altre ridotte capacità immunitarie.
In altre parole, l'individuazione della sindrome sarebbe a loro dire un esempio di ragionamento vizioso: dal momento che per formulare una diagnosi di AIDS è necessaria la presenza di anticorpi HIV, per definizione non può esistere AIDS se non vengono rinvenute tracce di HIV nel sangue dei pazienti. Inoltre, aggiungono i critici, molte malattie riconducibili alla sindrome, come il cancro della cervice uterina, non sono direttamente collegate all'immunodeficienza e non devono essere ritenute una forma di AIDS.
Va tuttavia rammentata la stretta evidenza (più volte dimostrata) sulla correlazione tra HIV e AIDS, per la quale sono gli anticorpi dell'HIV a definire le caratteristiche della sindrome, anche in concomitanza di diverse patologie. Ad esempio, per quanto riguarda l'Africa, in uno studio nel 1994-1995 in Costa d'Avorio, tra individui HIV-sieropositivi con tubercolosi polmonare, la probabilità di morire entro i sei mesi era 17 volte superiore agli individui HIV-sieronegativi con tubercolosi polmonare.
Un secondo riscontro si è avuto nella seconda metà degli anni '90, in Sudafrica, dove il tasso di mortalità tra i bambini ospedalizzati per gravi infezioni al tratto respiratorio inferiore era di 6.5 superiore tra bambini HIV-sieropositivi rispetto ai bambini HIV-sieronegativi (Madhi et al. Clin Infect Dis 2000;31:170).
Il termine "AIDS" ha inoltre subito una ridefinizione rispetto al periodo precedente alla scoperta dell'HIV: in origine esso non era riferito a tale virus, non ancora scoperto. Quando fu comprovata la teoria che è l'HIV a provocare l'AIDS, il virus fu associato inequivocabilmente alla sindrome. Nel campo della medicina è molto frequente descrivere una patologia sulla base della sintomatologia e, successivamente, modificare la terminologia medica quando si precisano le cause.
La prima definizione di AIDS da parte del CDC (Centers for Disease Control and Prevention) nel settembre del 1982 includeva un elenco di tredici malattie, "da ritenersi con cautela sintomatiche di un difetto nell'immunità delle cellule in un soggetto del quale non è nota la causa della minor resistenza a quella malattia". La scoperta dell'HIV risale al 1984; l'anno successivo, a seguito di una controversia con gli esperti di epidemiologia, il CDC modificò la definizione corrente di AIDS introducendo una serie di patologie che si sarebbero dovute associare all'AIDS soltanto se si presentavano in concomitanza con un test HIV positivo e che continuarono a diagnosticare casi di AIDS con o senza un test HIV positivo.
A seguito dell'esperienza dei diversi tipi di malattia, venne accertato che il morbo era correlato a un numero maggiore di affezioni rispetto a quelle classificate in origine, al punto che nel 1987 il CDC ne aggiunse alcune, tra cui l'encefalopatia e la tubercolosi, precedentemente escluse dall'elenco perché non menzionate durante l'indagine epidemiologica.
Apparve comunque chiaro che il termine vigente non era suffragato da un'opportuna sperimentazione clinica. Alcuni pazienti avevano contratto l'HIV e soffrivano di malattie riconducibili alla sindrome AIDS; altri erano affetti da malattie derivate dalla sindrome (come una lesione cutanea da sarcoma di Kaposi), eppure erano in salute. Nel gennaio 1993 la definizione di AIDS negli USA venne modificata e la diagnosi fu formulata prendendo come valore di riferimento un numero di cellule CD4 inferiore a 200, oppure una percentuale inferiore a 14 e vennero aggiunte altre patologie sintomatiche sulla base di uno studio epidemiologico: il carcinoma invasivo della cervice uterina, la tubercolosi e la polmonite cronica.

### L'AIDS non si comporta come una malattia infettiva
Vari negazionisti sostengono che:
1. La "malattia dell'AIDS" avrebbe avuto un decorso diverso dalle più comuni patologie infettive, le quali si diffondono con estrema rapidità, a livelli quasi esponenziali; infatti, in confronto a queste, la propagazione dell'AIDS è avvenuta con una certa lentezza, e ciò a loro dire dimostrerebbe che non è dovuta a un agente infettivo[51].
2. I negazionisti sostengono altresì che nell'America settentrionale e nell'Europa occidentale la diffusione non sia casuale, poiché si riscontra maggiormente in determinati gruppi sociali, e inoltre si suddivide in distinte infezioni collaterali, con patologie specifiche riconosciute come AIDS.
3. Sempre secondo l'opinione dei negazionisti, l'AIDS in Africa presenterebbe caratteristiche del tutto diverse da quelle dell'analoga sindrome diffusa nei paesi dell'Occidente. Uno fra gli esempi citati è che in quel continente colpisce lo stesso numero di uomini e donne, mentre in Nord America e nell'Europa occidentale ne sono affetti più gli uomini che le donne. Viene citata inoltre anche un'altra statistica, secondo la quale l'AIDS nei paesi occidentali è associata soprattutto all'uso di droghe, mentre in Africa con la malnutrizione e la povertà. Questi vengono presentati come presunti segnali indicatori di un'origine non infettiva dell'AIDS[69].

Il punto di vista unanime della comunità scientifica internazionale sostiene invece tesi diametralmente opposte, suffragate da vari dati ottenuti nel corso dei decenni:
1. La lentezza con cui l'AIDS si diffonde è da attribuirsi a un lungo periodo di incubazione dell'HIV, oltre che alle nuove cure e campagne di prevenzione che ne hanno rallentato la propagazione. Esistono del resto numerose patologie infettive molto note a progressione e diffusione lenta: ad esempio, il morbo di Creutzfeldt-Jakob e l'epatite C. In realtà, questo fatto non implica affatto che la malattia non sia contagiosa. La trasmissione attraverso il contatto con i fluidi corporei è stata ampiamente dimostrata, ed è tipica di un'infezione; l'HIV, in merito al contagio attraverso il sangue e il latte materno, si comporta esattamente come tutti gli altri virus. La gran quantità e incidenza dei dati a disposizione consente di fare previsioni certe, basate sull'assunto che l'AIDS è una malattia contagiosa e l'epidemiologia non è incompatibile con la causa infettiva.
2. La diffusione maggiore all'interno di gruppi specifici di persone, come eroinomani o omosessuali, con elevata frequenza di rapporti non protetti, avviene proprio perché il contagio si ha, solitamente, per via sessuale o con lo scambio degli aghi.
3. L'HIV induce lo stato di immunodepressione il quale, a sua volta, è causa di malattie specifiche tra gruppi diversi di individui. Ad esempio, nel caso di due persone entrambe immunodepresse, se una beve acqua pura e l'altra no, è ovvio aspettarsi che chi abbia bevuto acqua inquinata abbia maggiori probabilità di soffrire di diarrea, malgrado l'affinità delle difese dell'organismo.
4. Molteplici elementi spiegherebbero perché l'AIDS sia presente in diversi gruppi di persone in continenti diversi: uno di essi è la pura coincidenza dell'insorgere dei primi casi di malattia in gruppi sociali diversi e in continenti diversi. Le campagne d'informazione possono avere avuto un effetto positivo in Occidente, cosa che non è avvenuta in Africa. Considerato inoltre che povertà, malnutrizione e uso di droghe sono tutti fattori di rischio per l'infezione da HIV, risulta evidente che l'associazione dell'AIDS con l'uso di droghe in nord America e in Europa occidentale deriva dal maggior uso di droghe che viene fatto in queste zone, mentre la diffusione di povertà e malnutrizione in Africa verosimilmente determinano una minor presenza di elevati standard di igiene e controllo della salute pubblica in quel continente.
5. Dal punto di vista storico, l'insorgenza dell'AIDS nella popolazione mondiale ha accompagnato la comparsa dell'HIV. Negli Stati Uniti, il primo caso di AIDS fu individuato nel 1981 tra omosessuali maschi di New York e californiani e, in precedenza, un esame su alcuni campioni congelati di sangue appartenenti a un vasto numero di uomini omosessuali ha rivelato la presenza di anticorpi HIV fin dal 1978, non prima. Negli anni successivi, in ogni regione, paese, città dove è apparso l'AIDS, l'evidenza dell'infezione HIV ha preceduto l'AIDS di pochi anni[70][71][72][73].

### L'AIDS non soddisfa i postulati di Koch sulle malattie infettive
Affinché l'HIV come causa dell'AIDS avvalori i postulati di Koch, devono sussistere le seguenti condizioni:
- essere presente in tutti gli individui affetti da AIDS[74]
- poter essere isolato in persone malate di AIDS
- far insorgere la malattia se iniettato in un soggetto sano[75]
- poter isolare l'HIV di un individuo nuovamente infetto

Idealmente, ed entro i limiti della sperimentazione etica, la dimostrazione della validità di quei postulati aiuta a individuare in modo abbastanza efficace la causa di una malattia. Molti negazionisti sostengono che la presunta impossibilità di comprovare questi postulati potrebbe mettere in dubbio che l'HIV è causa di AIDS.
La comunità scientifica internazionale controbatte a tali ipotesi sottolineando come l'HIV confermi invece i postulati di Koch, e che le eventuali eccezioni sono semplicemente dovute alla scarsa reattività dell'esame HIV nel primo periodo dopo il contagio, o all'imperfezione delle prime tecniche di isolamento messe a punto, piuttosto che all'inesistenza del virus stesso, che è ampiamente identificato.
Nel caso specifico, per quanto riguarda i postulati 1 e 2 in rapporto all'HIV-1, le moderne tecniche di coltura hanno permesso di isolare l'HIV in quasi tutti i malati di AIDS, come pure in quasi tutti i soggetti risultati sieropositivi sia nel primo sia nell'ultimo stadio della malattia.I pochi casi in cui la presenza del virus non è stata riscontrata nei pazienti sieronegativi che successivamente hanno sviluppato AIDS risultano essere al di sotto del limite dell'errore sperimentale, quindi non significativi. La reazione polimerasica a catena (PCR, un sistema di riproduzione di una molecola di DNA) e altre tecniche molecolari permettono ai ricercatori di accertare la presenza di geni HIV nella quasi totalità dei malati di AIDS, e anche in soggetti al primo stadio della sindrome.
I rari casi di pazienti che non hanno sviluppato immunodeficienza in seguito a infezione da HIV sono tutti risultati portatori di mutazioni a carico delle molecole (CD4; CCR5; CXCR4) che mediano l'ingresso del virus nella cellula, quindi fisiologicamente immuni alla malattia. La presenza di soggetti immuni, riscontrata nella maggior parte delle malattie infettive, tuttavia non è condizione che dimostri una mancata conferma dei postulati di Koch.
I postulati 3 e 4 sono stati inoltre confermati da circostanze che hanno interessato i tecnici di tre laboratori di analisi, che non presentavano fattori di rischio e che hanno sviluppato l'AIDS o una grave immunodepressione dopo essere stati esposti accidentalmente a un'alta concentrazione di HIV clonato in laboratorio. In tutti e tre i casi, l'HIV è stato isolato dal soggetto infettato, monitorato, e ha dimostrato di essere il ceppo infettivo del virus. In un altro caso, la trasmissione dell'HIV da un dentista della Florida a sei suoi pazienti è stata documentata dagli studi genetici sul virus, isolato sia nel medico sia nei pazienti; il dentista e tre di loro si ammalarono di AIDS e morirono, e almeno uno dei rimanenti ha sviluppato l'AIDS; cinque dei pazienti non erano soggetti a nessun fattore di rischio HIV, a parte le frequenti visite dentistiche a causa di infezioni.
Inoltre, nel dicembre del 1999 il CDC (Centers for Disease Control and Prevention) ha ricevuto i rapporti inerenti a 56 persone che esercitano la professione nel settore sanitario insieme alla prova documentata di un'infezione da HIV contratta sul lavoro, e di questi 25 avevano sviluppato l'AIDS in mancanza di altri fattori di rischio. L'insorgenza dell'AIDS a seguito della produzione di anticorpi da HIV è stata più volte riscontrata nei casi di trasfusione di sangue nei bambini e negli adulti, nella trasmissione madre-figlio e negli studi sull'emofilia, sull'uso di droga per iniezione e sulla trasmissione sessuale, in cui l'aumento degli anticorpi è dimostrabile con dei prelievi ripetuti di sangue. Per esempio, in un'indagine condotta per dieci anni nei Paesi Bassi, i ricercatori hanno seguito undici bambini contagiati dall'HIV alla nascita da piccole quantità di plasma appartenenti a un unico donatore di sangue infettato da HIV. In questi dieci anni, otto bambini sono morti di AIDS; gli altri tre hanno evidenziato una diminuzione progressiva dell'immunità delle cellule, e di questi tre, due hanno manifestato sintomi riconducibili all'infezione da HIV.
I postulati di Koch sono stati confermati anche su esemplari di animali contagiati da AIDS umano: scimpanzé infettati in laboratorio con HIV hanno sviluppato una grave immunodepressione e AIDS; in topi affetti da immunodeficienza grave mista (SCID), una sindrome che colpisce i neonati e provoca infezioni per lo scarso numero di linfociti T e B, l'HIV provoca casi analoghi di distruzione delle cellule e di patogenesi come quelli accertati nell'uomo. L'HIV-2, una variante meno infettiva dell'HIV, causa di AIDS in soggetti umani, è anche all'origine di una sindrome simile all'AIDS nei babbuini; oltre una decina di virus da immunodeficienza delle scimmie (SIV), imparentato con l'HIV, è causa di AIDS nei macachi dell'Asia; inoltre virus con più genomi, gli SHIV, contenenti un ceppo SIV con diversi geni HIV in luogo dei corrispondenti geni SIV, provoca l'AIDS nei macachi. A ulteriore riprova del legame di questi virus con l'AIDS, i ricercatori hanno avuto la conferma che virus SIV/SHIV isolati in animali malati di AIDS sono all'origine della malattia se trasmessi ad animali sani.
Va detto comunque come Koch stesso complessivamente cassò la seconda parte del primo postulato quando scoprì i portatori asintomatici di colera e, successivamente, di febbre tifoide.

### Il test HIV sarebbe inaffidabile
Molti di quanti mettono in dubbio l'HIV come causa dell'AIDS dichiarano che la tecnica dell'esame della ricerca del virus HIV nell'uomo potrebbe essere difettosa. Uno degli esempi comunemente citati è la possibilità di avere a che fare con un falso positivo, ossia un soggetto riscontrato positivo all'HIV, mentre in realtà è negativo (il problema dei "falsi positivi" è problema comune a tutte le metodologie di ricerca clinica). Viene anche affermato che la presenza di anticorpi all'HIV dovrebbe comprovare che il virus all'interno dell'organismo stia per essere annientato dal sistema immunitario, piuttosto che essere un sintomo che il virus è attivo.
Biologi e ricercatori sono perfettamente consapevoli che da tutti i test medici emergono sempre piccoli numeri di falsi positivi e di falsi negativi, e si adoperano affinché la percentuale di entrambi sia sempre più bassa. In ogni modo, i ricercatori si basano sui dati relativi a un gruppo e non a un singolo individuo, in modo che ogni riscontro ingannevole non possa far travisare i risultati.In effetti, le infezioni diagnosticate per mezzo del test sugli anticorpi sono uno dei più apprezzati principi della medicina. Dal punto di vista tecnico i risultati dei test degli anticorpi HIV sono ritenuti superiori alla maggior parte dei test sulle malattie infettive sia in termini di sensibilità (la capacità di dare un esito positivo in presenza della malattia) sia in termini di specificità (la capacità di dare un esito negativo in assenza della malattia). Tutti i test sierologici attualmente approvati ed effettuati presentano una sensibilità e una specificità superiori al 98% dopo 3 mesi e pari al 100% dopo i 6 mesi dal presunto contagio ("periodo-finestra"), e perciò sono più che affidabili.Tutti i test approvati contengono una clausola che afferma che non esista un valore in base al quale stabilire l'assenza o la presenza di HIV nel sangue umano.
Grazie a tecnologie come la reazione a catena della polimerasi (PCR), o i campioni di DNA oggi applicate con regolarità in tutti i pazienti nelle nazioni economicamente avanzate, l'HIV è rintracciabile in quasi tutti i malati sintomatici di AIDS. I test attuali basati sulla struttura genetica del virus, sugli antigeni e sulla ricerca del virus stesso nei fluidi e nelle cellule, presentano sensibilità e specificità ancora maggiore di quelli basati sulla ricerca degli anticorpi, risultando ancora più affidabili. Sebbene non siano diffusi come esami di routine a causa dei costi elevati e della necessità di specifiche attrezzature da laboratorio, queste analisi tecniche dirette hanno confermato la validità dei test sugli anticorpi.
Esiste altresì l'asserzione che la presenza di anticorpi sarebbe prova di un'azione di soppressione del virus, ma essa non è assolutamente corretta. La presenza di anticorpi specifici significa semplicemente che il sistema immunitario ha riconosciuto qualcosa di estraneo, non che lo stia eliminando. Molte altre malattie stimolano la produzione di anticorpi, ma non sono certo la risoluzione della malattia. Solo per citarne alcuni, i virus dell'epatite B, C e gli herpesviridae sono virus che rimangono latenti all'interno dell'organismo.

## Teorie del complotto
Rientrerebbero tra gli argomenti delle teorie sul complotto le opinioni secondo le quali il retrovirus dell'HIV sarebbe stato creato dal governo USA per svariate finalità, come per il suo uso a scopi militari, oppure con il deliberato scopo di eliminare il più alto numero possibile di, alternativamente, omosessuali, ispanici, islamici o persone di colore, in USA, come in Africa, al fine di riprendere la sua colonizzazione.
In alcune varianti di queste tesi cospirazioniste, ad aver creato l'HIV non è stato il governo USA, bensì quello russo oppure le grandi case farmaceutiche internazionali, con lo scopo di ridurre enormi masse in "schiavitù farmaceutica", quali clienti forzati, in particolare le popolazioni africane.
Tali teorie sono non solo in contraddizione coi dati emersi dalle ricerche sull'origine del virus HIV, sono del tutto prive di consistenza storica e di riscontri scientifici.

### Dissenso (siti "complottisti")
- Peter Duesberg website, su duesberg.com.
- The Perth Group, su theperthgroup.com.
- MedNat, su mednat.org.

### Siti scientifici e medici
- National Institute of Allergy and Infectious Diseases (NIAID): The Evidence That HIV Causes AIDS, su niaid.nih.gov.
- AIDS Treatment News Denialist Series, su thebody.com.
- AVERT.org: Evidence that HIV causes AIDS, su avert.org. URL consultato il 25 dicembre 2005 (archiviato dall'url originale il 9 giugno 2010).
- Polo informativo HIV portale in italiano
- HIV forum Informazione scientifica e supporto ai pazienti
- Nadir ONLUS Guide alla ricerca e alle terapie

### Riferimenti generali
- HIV DNA sequence database - Tutte le sequenze genetiche dell'HIV finora isolate
- Hooper E (2000) The River: A Journey to the Source of HIV and AIDS Back Bay Books; 1st Back Bay pbk ISBN 0-316-37137-8
- Grmek, MD (1993) History of AIDS Princeton University Press ISBN 0-691-02477-4|a che proposito